# Lemos (São Tomé)
Lemos ist ein Ort im Distrikt Mé-Zóchi auf der Insel São Tomé im Inselstaat São Tomé und Príncipe. 2012 wurden 1.136 Einwohner gezählt.

## Geographie
Der Ort liegt ca. zwei Kilometer östlich von Trindade zwischen Filipina und Pau Sabão. Es gibt auch eine kleine Verbindungsstraße nach Osten, nach Caixao Grande.